# Národní park Chamat Tverja
Národní park Chamat Tverja (hebrejsky: גן לאומי חמת טבריה, Gan le'umi Chamat Tverja) je archeologická lokalita, léčebný areál a národní park v Izraeli, v Severním distriktu.

## Geografie
Leží v nadmořské výšce cca 200 metrů pod úrovní moře na západním břehu Galilejského jezera, na úpatí pohoří, které lemuje jezero (hora Har Menor). Nachází cca 2,5 kilometru jihojihovýchodně od města Tiberias.

## Popis parku
Jde o významnou archeologickou a lázeňskou lokalitu soustředěnou okolo zdejších horkých pramenů Chamej Tverja (חמי טבריה). Od starověku byly využívány pro léčebné účely. Dále je zde odkryta starověká synagoga s mozaikovou podlahou. Objevena byla náhodně roku 1920, kdy židovské oddíly Gdud ha-avoda budovaly silnici podél břehu jezera. Následovala série archeologických výzkumů lokality. Synagoga byla postavena mezi roky 286 a 337. Při břehu jezera zde funguje moderní lázeňský komplex a v okolí stojí několik hotelů. Poblíž stojí na úpatí svahů u jezera také hrobka rabína Me'ira, starověkého židovského učence.